# Vlasta Pospíšilová
Vlasta Pospíšilová   (Praga, 18 de febrer de 1935 - 15 d'abril de 2022) fou una animadora txeca, directora, i guionista.

## Biografia
Vlasta Pospíšilová va nàixer el 18 de febrer de 1935 en Praga, Txecoslovàquia. Va assistir i es va graduar a l'Escola de Professionals més prestigosa d'Art Aplicat en Praga. Des de 1956, va treballar com animadora assistent a l'Estudi de Pel·lícules de Titelles en Praga, més tard a l'estudi de Jiří Trnka. Com animadora, esdevenia famosa per l'adaptació del conte de Jan Werich Fimfárum, com a guionista i directora per a la sèrie Broučci i algunes parts de la sèrie Pat & Mat.
Va ser guardonada amb el premi a la trajectòria al Festival Internacional de Cinema d'Animació Anifilm de Třeboň el maig de 2015.